# Papaver decaisnei
Papaver decaisnei är en vallmoväxtart som beskrevs av Ferdinand von Hochstetter, Amp; Steud. och Pierre Edmond Boissier. Papaver decaisnei ingår i släktet vallmor, och familjen vallmoväxter.

## Underarter
Arten delas in i följande underarter:
- P. d. patulum
- P. d. setosum